# Julio Festo Himecio
Julio Festo Himecio (en latín: Iulius Festus Hymetius) fue un funcionario romano del siglo IV, activo durante el reinado de los emperadores Constancio II (r. 337-361), Juliano (r. 361-363), Joviano (r. 363-364), Valentiniano I (r. 364-375), Valente (r. 364-378) y Graciano (r. 367-383).

## Biografía
Su carrera está registrada en varias inscripciones supervivientes. En uno de ellas se afirma que fue corrector de Tuscia y Umbría, pretor urbano, consular de Campania y Samnius, vicario de Roma y procónsul de África. Los autores de PLRE propusieron que era corrector antes de 355 y consular antes de mediados de 350, cuando Campania y Samnius se dividieron en dos provincias. Su mandato como vicario está atestiguado en una ley (XI 30.29) del 22 de septiembre de 362 conservada en el Código de Teodosio. Su mandato como procónsul, a su vez, fue citado en una serie de leyes en los Códigos de Teodosio y Justiniano.
Durante su mandato en África, resolvió una crisis de hambruna en Cartago, pero sus medidas lo llevaron a ser acusado de fraude y multado. El emperador, sin embargo, sospechó que el gobernador se había quedado con parte del dinero y lo castigó confiscando varias propiedades.
Pagano, como procónsul, reconstituyó el "sacerdotium provinciae".
En 370/371 fue exiliado a la Dalmacia por traición, pero fue llamado a la muerte de Valentiniano I (r. 364-375), cuando los provinciales africanos erigieron estatuas en su honor en Roma y Cartago (376 o 378).
Himecio era el esposo de Pretextata, tío paterno de Eustochia y hermano de Julio Toxocio. Quizás era pariente de Julio Festo.